# Tumanyan (Armenia)
Tumanyan (in armeno Թումանյան?) è una città dell'Armenia di 1 864 abitanti (2008) della provincia di Lori.